# St. Nikolaus (Pfronten)

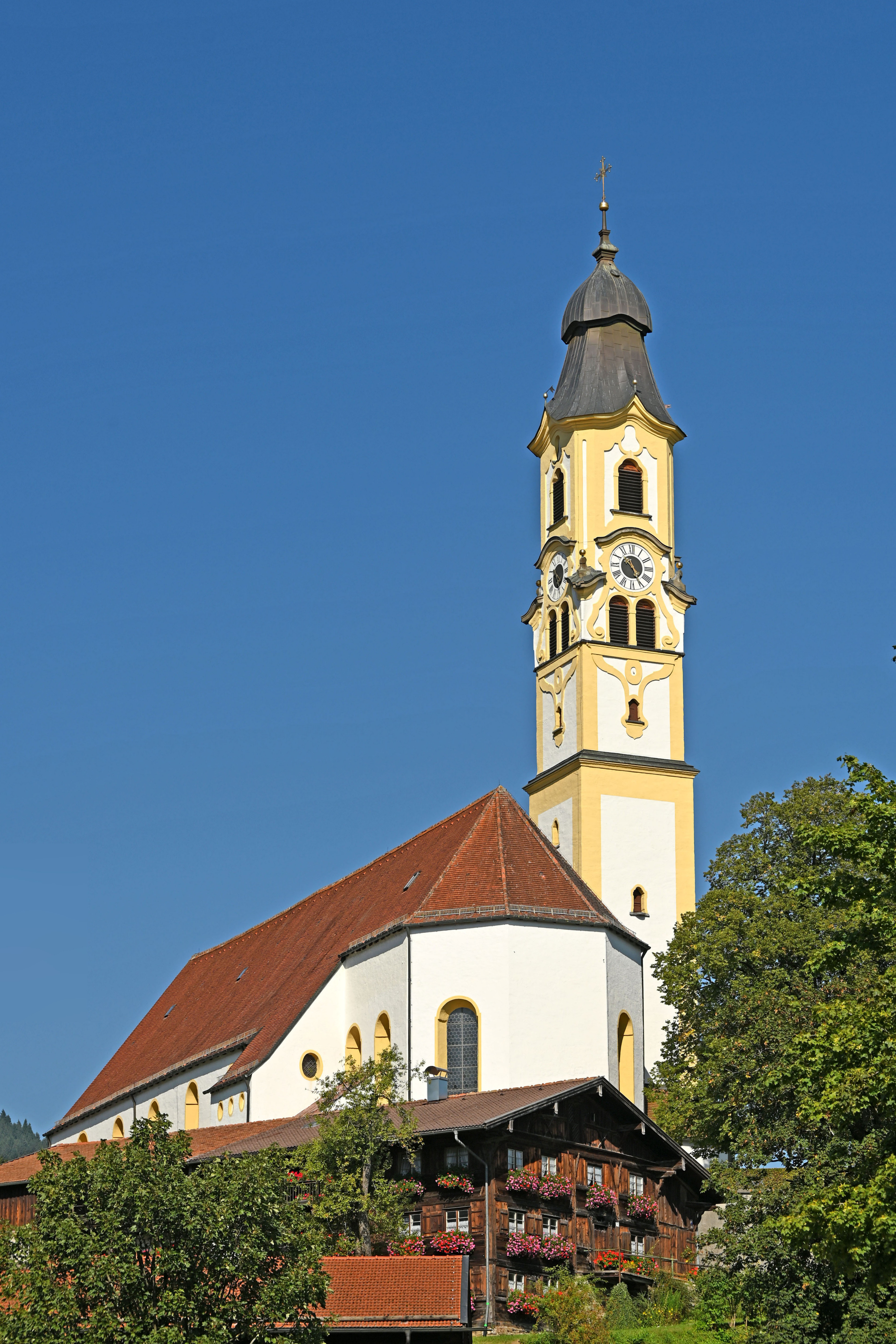
Pfarrkirche St. Nikolaus in Pfronten

St. Nikolaus ist die katholische Pfarrkirche der Gemeinde Pfronten im Landkreis Ostallgäu.

## Gründung der Pfarrei
Die ältere Geschichtsforschung hat immer wieder versucht, die Gründung der Pfarrei Pfronten dem heiligen Magnus, dem Apostel des Allgäus, „oder seinen Genossen“ zuzuschreiben. Der Mönch Magnus kam im 8. Jahrhundert von St. Gallen nach Füssen und wurde um 750 in dem von ihm gegründeten Kloster St. Mang begraben. Belegbar ist aber nur, dass der Pfarrgemeinde Pfronten vom Kloster St. Mang um 1420 die „Hochalpe“ verliehen worden ist. Deshalb sind noch heute dort die Flurnamen Mangenacker, Mangebrunnen und Mangebuche bekannt. Die Mundartform Mange (= Magnus) hat wohl zu dieser Legende geführt.
Die Gründung der Pfarrei Pfronten dürfte dagegen eher auf einen Bischof von Augsburg zurückzuführen sein. Nachdem Bischof Heinrich II. 1059 von Kaiserin Agnes mit dem Wildbann im Allgäu belehnt worden war, begann – soweit nicht ältere Besitztitel berührt waren (siehe dazu auch St. Martin in Pfronten) – hier eine rege Rodungs- und Kultivierungsarbeit, in deren Verlauf wohl bald nach 1100 die erste Kirche in Pfronten-Berg errichtet wurde. Darauf weist das Patrozinium des heiligen Nikolaus hin. Die Verehrung des Heiligen, der an Altstraßen gerne zum Schutzpatron gewählt wurde, setzte nördlich der Alpen verstärkt nach der Translation seiner Gebeine von Myra nach Bari 1087 ein. Alte Nikolauspatrozinien gibt es im südlichen Ostallgäu noch in Weißensee-Oberkirch und Wald und im benachbarten Tirol in Tannheim. Dazu passt eine romanische Nikolausstatue in Oberkirch aus dem 12./13. Jahrhundert, deren Verbleib nun unbekannt ist.

## Baugeschichte

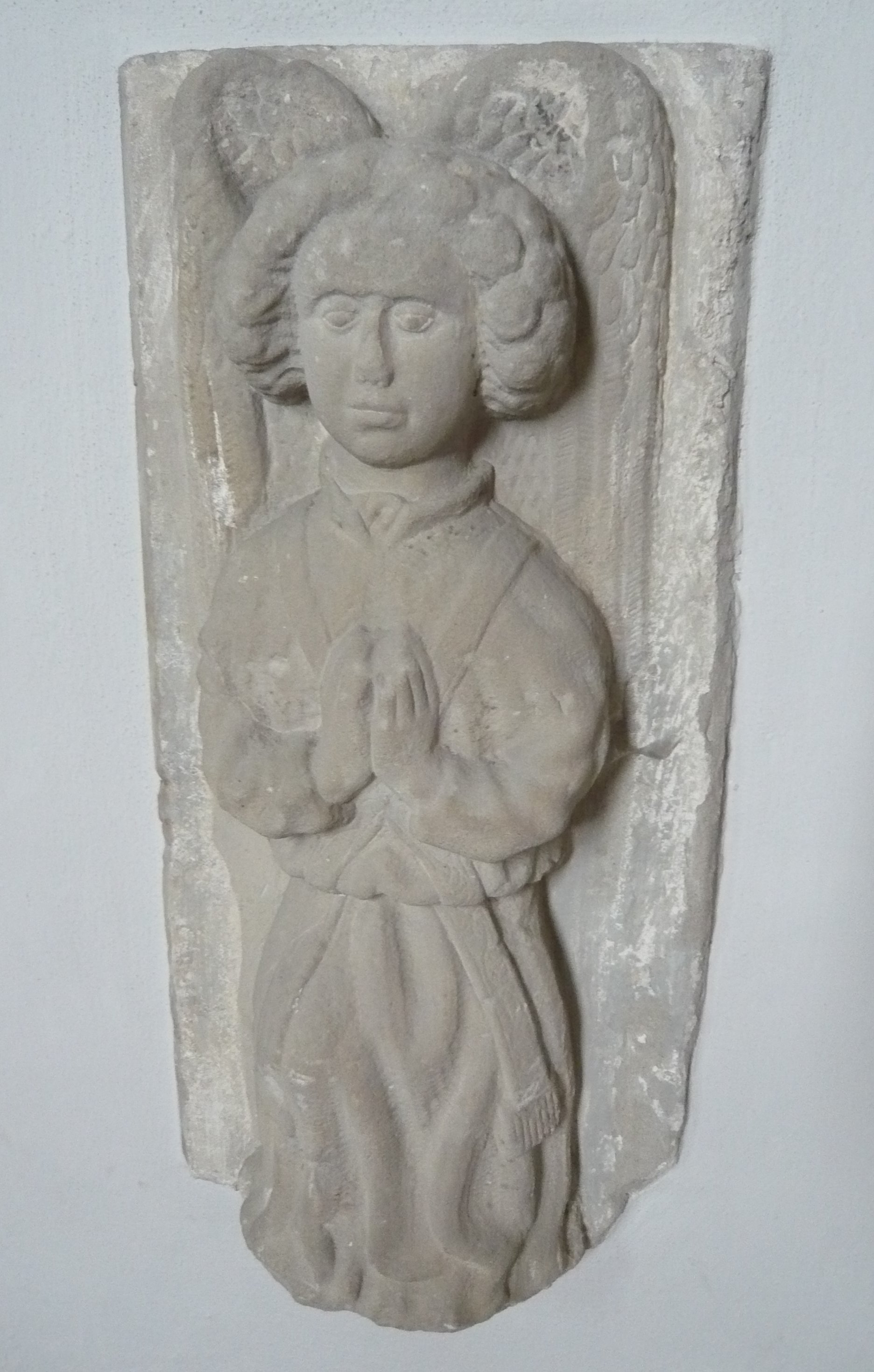
Betender Engel (15. Jh.)

Von der ersten romanischen Kirche, die sehr viel kleiner war, könnte allenfalls ein Schacht „mit altertümlichen Stufen“ übriggeblieben sein. Sie bogen vom Turm zum Chor hin ab und wurden bei der Restaurierung um 1930 zugeschüttet. Erwähnt wird dieses Gotteshaus bereits 1361.
In gotischer Zeit ist die Kirche durch ein höheres Dach und längere Fenster dem neuen Baustil angepasst worden. Der Turm erhielt ein Spitzdach, wie es die älteste Karte des Allgäus noch zeigt. Ein neuer Hochaltar, bis 1480 entstanden, stammte vom sogenannten „Meister des Imberger Altars“. Erhalten hat sich aber aus dieser Zeit nur das Relief eines betenden Engels, der 1964 unter einer Emporentreppe aufgefunden wurde. Das Werkstück, um 1460, gehörte vermutlich zu einem Sakramentshäuschen.
Ab der Mitte des 17. Jahrhunderts machte die wachsende Bevölkerungszahl eine größere Kirche notwendig. Da sich der Neubau hinauszögerte, wurde zunächst die alte Kirche barockisiert. Erwähnt werden die Namen des Malers Leonhard Bösinger (1621–1681) und des „kunstreichen“ Tischlers Peter Babel (1601–1691). 1683 schuf Nikolaus Babel einen neuen Hochaltar, der von Johann Georg Stapf (1652–1731) gefasst wurde. Das Altarblatt malte Rudolf Bösinger (1650–1698). Alle Künstler stammten aus dem Ort selbst.
1687 wurde dann der Grundstein zur heutigen Kirche gelegt. Ihr Grundriss hat sich dabei nahezu verdoppelt. Deshalb konnte der 1634 abgebrannte Pfarrhof nicht auf dem ausgewählten Platz, südwestlich der Kirche, wieder aufgebaut werden und deshalb wurde durch eine sehr hohe Friedhofsmauer das südlich angrenzende Anwesen stark eingeengt. Beim Neubau der Pfarrkirche, die 1692 vollendet war, blieb der alte Turm zunächst noch stehen. Erst 1746 wurde unter Leitung der Baudirektoren Mang Anton Stapf (1701–1772) und Peter Heel der elegante „Bildhauerturm“ hochgezogen. Seine Finanzierung brachte viele Probleme und Differenzen unter die Pfarrgenossen, die erst 1766 beendet wurden.
Auch der Bau der heutigen Kirche und des Turmes war eine Gemeinschaftsleistung von Pfrontener Künstlern und Handwerkern.

## Ausstattung

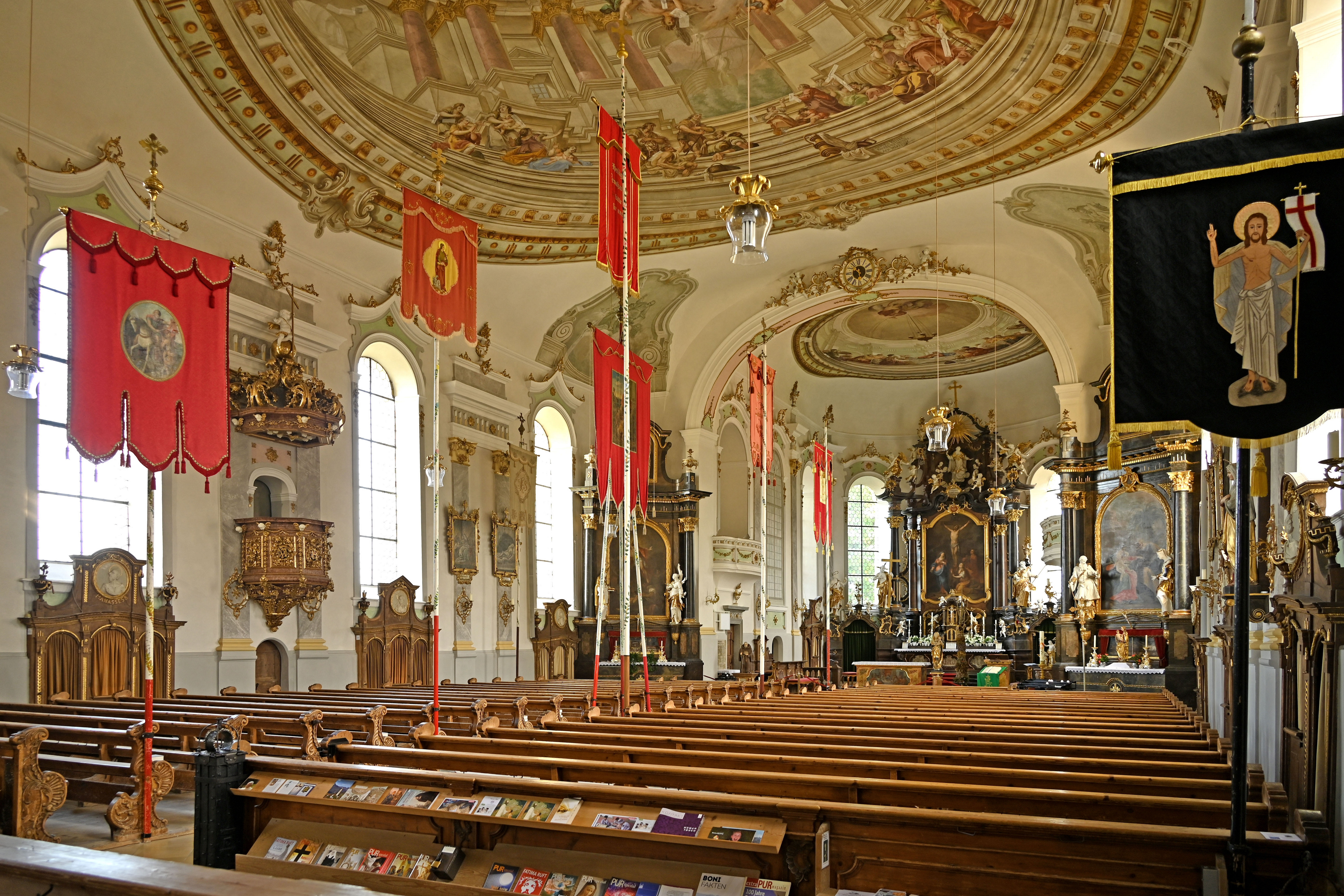
Innenraum

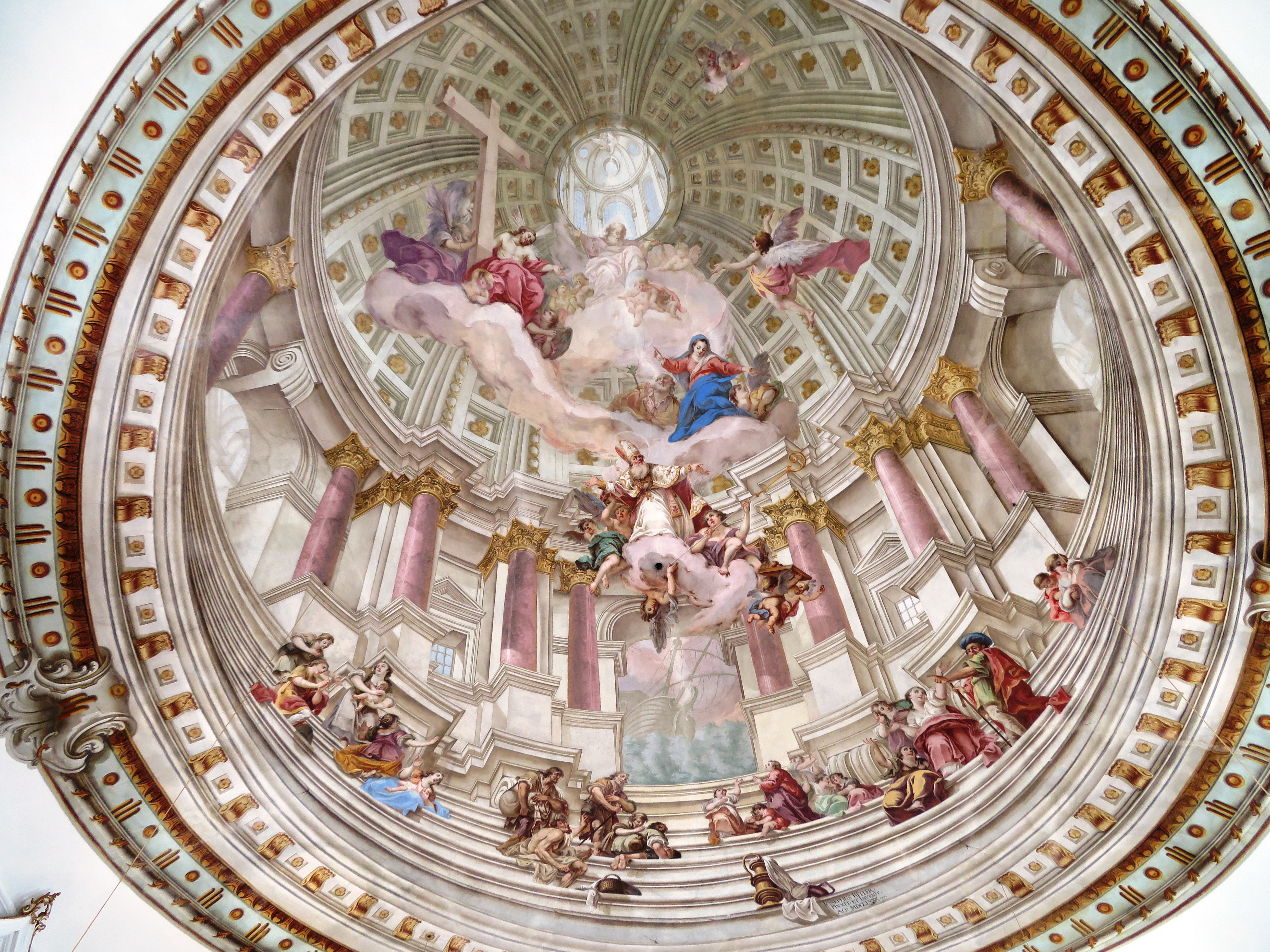
Deckenfresko

Nachdem 1776 ein „großes Stuck“ der alten Gipsdecke herabgefallen war, musste eine grundlegende Sanierung des Kirchenbaus vorgenommen werden. Der Baumeister war Joseph Anton Geisenhof von Pfronten (1737–1797). Die Handwerker, allesamt auch Pfrontener, haben ihre Namen auf den Deckplatten der (inzwischen abgebrochenen) Emporensäulen verewigt. Bestritten wurden die Kosten zum größeren Teil aus einem Vermächtnis, das der ledige Pfrontener Joseph Weber gestiftet hatte.
Die barocke Ausstattung der Kirche, die zunächst in den Neubau von 1687 übernommen worden war, fiel dabei einer gleichzeitigen Modernisierung im frühklassizistischen Stil zum Opfer. Nur die 1705 von Nikolaus Babel geschaffene, überreich mit Engelsköpfchen ausgeschmückte Kanzel blieb davon erhalten.
Für den neuen Hochaltar fertigte Joseph Stapf (1711–1785) ein Modell. Es ist nun in der heimatkundlichen Sammlung im Pfrontener Heimathaus ausgestellt. Stapfs Neffe Johann Sigmund Hitzelberger (1745–1829) führte schließlich die Arbeiten bis 1772 aus. Von ihm stammt auch der figürliche Teil, Rokokoskulpturen und Putten. Hitzelberger werden auch die beiden klassizistischen Seitenaltäre zugeschrieben, die erst um 1800 entstanden sind, nachdem zuvor die finanziellen Mittel gefehlt hatten.
Eine Kostbarkeit birgt der rechte Seitenaltar: Ein Altarblatt des venezianischen Malers Giovanni Antonio Pellegrini (1675–1741) mit dem Gemälde der Heiligen Familie. Es stammt wohl aus einer St. Joseph-Kapelle, die anscheinend nur benutzt wurde, als der Neubau der Pfarrkirche aufgeführt wurde. Das Bild ist das einzige Kunstwerk in der Pfarrkirche, das nicht durch einen Einheimischen geschaffen wurde.
Die Decke des Langhauses schmückt seit 1780 das Fresko einer riesigen Scheinkuppel. Im Zentrum schwebt der Kirchenpatron, der heilige Nikolaus, zum Himmel empor, wo er von der Heiligen Dreifaltigkeit und von Joseph und Maria begrüßt wird. Sein Attribut, das Buch mit den drei goldenen Kugeln, tragen ihm seitlich unterhalb zwei Engelchen nach. Der fürstbischöfliche Hofmaler Joseph Keller hat das Fresko signiert.

## Orgel

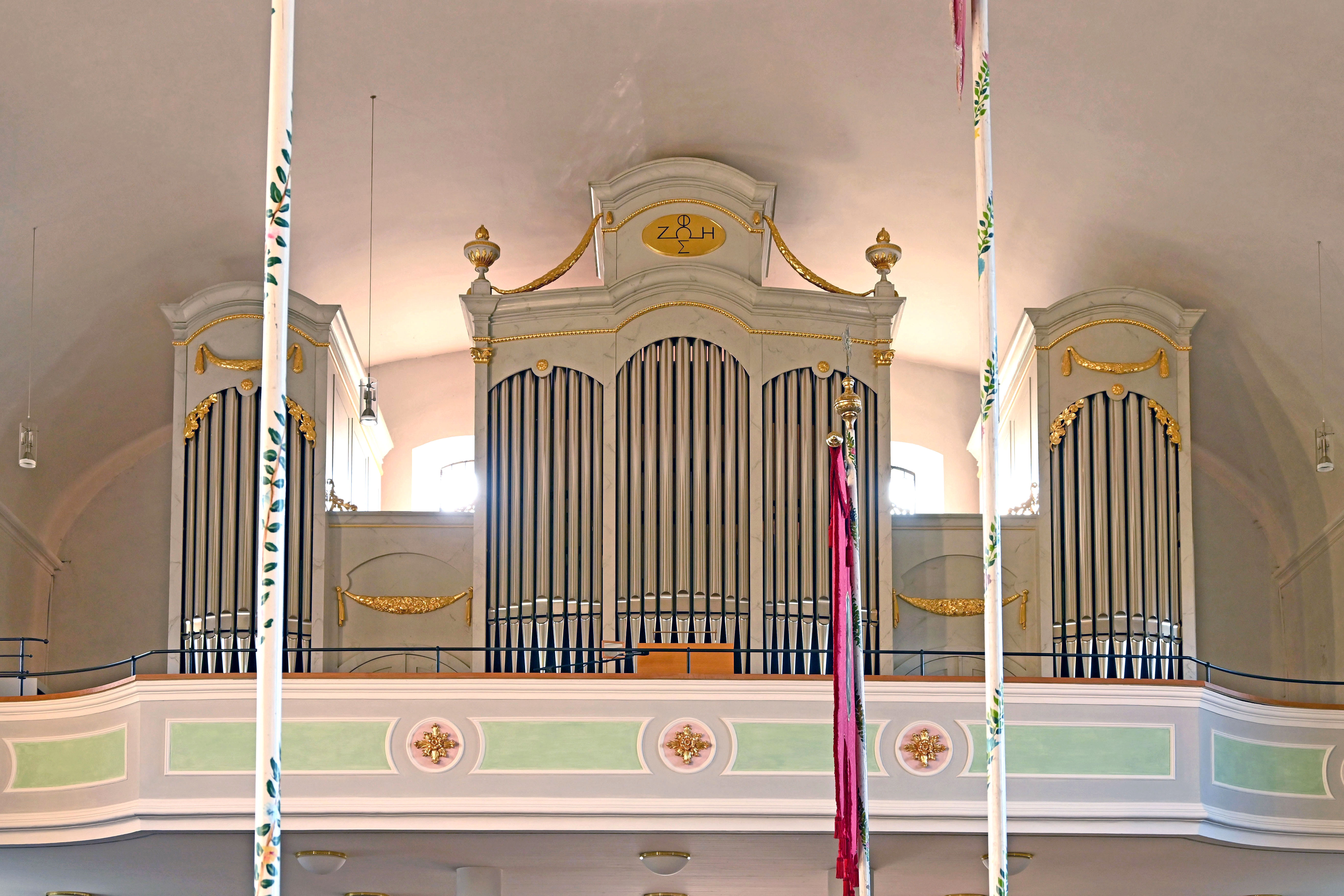
Seifert-Orgel (2009), III/P/39

Die Orgel der Pfarrkirche wurde 2009 von der Orgelbaufirma Romanus Seifert in Kevelaer erbaut. Auch der zunächst für später geplante Einbau der Pfeifen des schwellbaren Fernwerkes (III. Manual) konnte damals auf Grund einer großzügigen Einzelspende vorgenommen werden. Das Instrument hat nun 33 Register auf der Empore und mit dem Fernwerk 39 Register. Ein Teil des Pfeifenwerks stammt aus der Vorgängerorgel, die 1913 von G. F. Steinmeyer & Co. in Öttingen mit 47 Registern erbaut worden war.
| I Hauptwerk C–g3 |              |       |
| 1.               | Bordun       | 16′   |
| 2.               | Prinzipal    | 08′   |
| 3.               | Gamba        | 08′   |
| 4.               | Gedackt      | 08′   |
| 5.               | Flautmajor   | 08′   |
| 6.               | Octave       | 04′   |
| 7.               | Hohlflöte    | 04′   |
| 8.               | Quinte       | 2 ⁄3′ |
| 9.               | Octave       | 02′   |
| 10.              | Mixtur IV-VI | 02′   |
| 11.              | Trompete     | 08′   |

| II Schwellwerk C–g3 |                       |        |
| 12.                 | Stillgedackt          | 16′    |
| 13.                 | Hornprincipal         | 08′    |
| 14.                 | Violine               | 08′    |
| 15.                 | Konzertflöte          | 08′    |
| 16.                 | Vox Coelestis ab c°   | 08′    |
| 17.                 | Geigenprincipal       | 04′    |
| 18.                 | Traverse              | 04′    |
| 19.                 | Quinte                | 2 ⁄3′  |
| 20.                 | Piccolo               | 0 2′   |
| 21.                 | Terzflöte             | 1 3⁄5′ |
| 22.                 | Harm. aetherea III-IV | 2 ⁄3′  |
| 23.                 | Tuba                  | 16′    |
| 24.                 | Harmonietrompete      | 08′    |
| 25.                 | Oboe                  | 08′    |
|                     | Tremulant             |        |

| III Fernwerk C–g3 |                    |    |
| 26.               | Stentorprincipal   | 8′ |
| 27.               | Viola alta         | 8′ |
| 28.               | Dolce              | 8′ |
| 29.               | Unda Maris (ab c0) | 8′ |
| 30.               | Kornettmixtur V    | 4′ |
| 31.               | Vox Humana         | 8′ |
|                   | Tremulant          |    |

| Pedal C–f1 |               |         |
| 32.        | Principalbass | 16′     |
| 33.        | Subbass       | 16′     |
| 34.        | Quintbass     | 10 2⁄3′ |
| 35.        | Principal     | 08′     |
| 36.        | Cello         | 08′     |
| 37.        | Choralbass    | 04′     |
| 38.        | Posaune       | 16′     |
| 39.        | Trompetenbass | 08′     |

- Koppeln:
  - Normalkoppeln: II/I, III/I, III/II, I/P, II/P, III/P
  - Superoktavkoppel: III/II, III/III
  - Suboktavkoppel: III/II, III/III

## Glocken
| Glocke | Schlagton | Gewicht | Gießer                         | Gussjahr |
| 1      | c1        | 2200 kg | Joh. Melchior Ernst, Memmingen | 1750     |
| 2      | e1        | 1050 kg | Joh. Melchior Ernst, Memmingen | 1750     |
| 3      | g1        | 550 kg  | Joh. Melchior Ernst, Memmingen | 1750     |
| 4      | a1        | 350 kg  | Hahn, Landshut                 | 1950     |
| 5      | c2        | 200 kg  | Hahn, Landshut                 | 1950     |